# Фантина
Фантина (фр. Fantine) (1796 - февраль 1823) — персонаж романа Виктора Гюго «Отверженные», мать Козетты. Трагический образ, олицетворяющий «падение женщины вследствие голода», ужасы нищеты и подвиги материнства.

## Юность
Родилась около 1796 года в городе Монрейль-Приморский. По всей видимости, была ребёнком от случайной связи в люмпенской среде. Своих родителей не знала, фамилии не имела, имя Фантина получила от случайного прохожего.
В детстве жила подаянием. С пятнадцати лет была прислугой у окрестных фермеров. Затем перебралась на заработки в Париж, где стала белошвейкой-гризеткой.
В Париже Фантина сошлась с великовозрастным студентом-юристом Феликсом Толомьесом и примкнула к его богемной компании. От этой связи у Фантины появляется дочь Козетта. При этом Гюго подчёркивает нравственную чистоту и целомудрие Фантины; её отношение к Толомьесу — настоящая любовь, однако отнюдь не взаимная.
Фантина красива внешне. Особое очарование придают ей «золотые» волосы и «жемчужная» улыбка. По характеру — добрая, жизнерадостная, скромная и немного застенчивая.

## Трагедия
В 1817 году Толомьес бросает Фантину, уезжает из Парижа и порывает всякую связь. Одинокая неграмотная девушка, обманутая в лучших чувствах, остаётся без средств к существованию с двухлетней незаконнорождённой дочерью.
Не найдя работы в Париже, Фантина возвращается в родной город. Проходя через Монфермейль (город в 30 км восточнее Парижа), она видит у дверей трактира хорошеньких ухоженных девочек — хозяйских дочерей Эпонину и Азельму. Фантина уговаривает хозяев — Тенардье и его жену — на время оставить Козетту у себя (с ребёнком ей было бы не найти работу). Тенардье соглашается, назначив плату за содержание: семь франков в месяц «и за полгода вперёд». Со временем Козетту превращают в бесплатную служанку, держат в домашнем рабстве, бьют и издеваются над ней.
Через несколько дней после этой встречи Фантина добирается до Монрейля-Приморского. Она устраивается на работу в мастерской Жана Вальжана, который под именем Мадлен занимает пост мэра. Заработки Фантины невысоки, но их хватает на жизнь и на выплаты Тенардье. Фантина мечтает обустроиться и забрать к себе любимую дочь.
Соседская сплетница, злобная ханжа, узнаёт о незаконнорождённой Козетте и доносит на Фантину. «Добродетельная», но бездушная надзирательница в мастерской увольняет её. Жан Вальжан ничего об этом не знает и потому не предотвращает несправедливости.
Лишившись заработка, Фантина увязает в долгах и погружается в нищету. Она голодает, у неё появляются признаки чахотки. Тенардье взвинчивает плату до пятнадцати франков в месяц, обманом и угрозами выжимает дополнительные выплаты. Фантина вынуждена продать парикмахеру свои волосы, дантисту — зубы. Из-за этого потеряна единственная радость её жизни — смотреться и прихорашиваться перед зеркалом. Но кредиторы и Тенардье беспрестанно требуют денег. Характер Фантины меняется, она начинает ненавидеть мир, так жестоко обошедшийся с ней. Последний просвет — любовь к Козетте и надежда когда-нибудь соединиться с дочерью.
Тенардье в очередной раз требует сто франков, угрожая иначе выбросить Козетту на улицу. Фантина решает: «Продадим остальное» — и становится публичной женщиной, чтобы платить за дочь.
Январским вечером 1823 года Фантина ищет клиентов у гарнизонного кафе. Она неузнаваемо изменилась, нищета и проституция обезобразили молодую женщину. Над ней издевается пьяный богатый бездельник — засовывает ей за шиворот ком снега, что при чахотке означает отложенное убийство. Фантина бросается на обидчика с кулаками и матерной руганью. За это её арестовывает полицейский надзиратель Жавер, видящий в инциденте только «нападение публичной девки на почтенного горожанина».
Жавер назначает Фантине шесть месяцев тюрьмы. Она умоляет пощадить её — нечем будет платить за Козетту. Женщина даже готова извиниться перед пьяным негодяем. Но Жавер непреклонен.

Враждебный мир обрушивается на Фантину сначала в лице Толомьеса, который её обманывает, затем Тенардье, который эксплуатирует её материнские чувства, фабриканта, выбросившего её на улицу, пьяного буржуа, издевающегося над её человеческим достоинством, наконец, полицейского Жавера, требующего её ареста.

В участок приходит Жан Вальжан — мэр Мадлен. Он разобрал дело и своей властью отменяет решение Жавера, приводя того в бешеную ярость. Мэр устраивает Фантину в больницу, берёт на содержание, заботится о ней, собирается привезти Козетту. Фантина благодарна и счастлива, хотя чувствует себя всё хуже от обострения чахотки. Она живёт любовью к Козетте и надеждой увидеть её.
Жан Вальжан узнаёт от Жавера, что в Аррасе судят некоего Шанматье, в котором «опознали бывшего каторжника Жана Вальжана». Он не может допустить судебной ошибки, которая для Шанматье станет роковой. Приехав на суд, Жан Вальжан раскрывает себя. После чего возвращается в Монрейль-Приморский, ожидая неминуемого ареста и повторной отправки на каторгу (незначительные противоправные эпизоды многолетней давности применительно к бывшему каторжнику превращаются в серьёзные преступления, затмевающие крупные заслуги).
Прямо в больнице, у смертного ложа Фантины, Жана Вальжана арестовывает Жавер. При этом он в крайне жёстком тоне разговаривает с тяжелобольной женщиной. Не выдержав этого потрясения, Фантина умирает. Жан Вальжан говорит ей несколько тихих слов и отдаётся в распоряжение Жавера.
Спустя десять лет, перед собственной смертью, Жан Вальжан говорит Козетте — юной светской даме, жене преуспевающего адвоката Мариуса Понмерси:

Пришло время назвать тебе имя твоей матери. Её звали Фантина. Становись на колени всякий раз, когда будешь произносить… Она горячо тебя любила. Она была так же несчастна, как ты счастлива.

## Символ
Образ Фантины — один из ключевых в романе, наделён символическим смыслом. Основная сюжетная линия — исполнение Жаном Вальжаном «обещания, данного умершей»: спасти дочь Фантины, сделать её счастливой.
Ужасы социального гнёта и нищеты, «падение женщины вследствие голода» — лишь одна сторона образа. Любовь к дочери, прирождённая чистота натуры даже на социальном дне удерживает Фантину на нравственной высоте.
В своих посмертно изданных мемуарах Виктор Гюго рассказал «Происхождение Фантины»: 9 января 1841 года в Париже он стал свидетелем сцены издевательства молодого буржуа над оборванной проституткой. Всё произошло точно так, как впоследствии описано в «Отверженных»: пьяный жлоб бросил девушке в спину снежный ком, возникла потасовка, полицейские арестовали проститутку, ей грозил шестимесячный арест. Гюго дал свидетельские показания, и девушку освободили.